# Emilio Sagi
Pour les articles homonymes, voir Sagi.
Emilio Sagi est un metteur en scène espagnol né en 1948 à Oviedo. Il a essentiellement mis en scène des opéras,,.
En 2020, il reçoit la Médaille d'or du mérite des beaux-arts, décernée par le Ministère de la Culture espagnol.